# Agence de presse arabe syrienne
Pour les articles homonymes, voir Sana.
SANA (Syrian Arab News Agency) est l'agence de presse officielle de la Syrie. Fondée en 1965, son siège se trouve à Damas. Elle relaie les informations politiques, économiques et culturelles du gouvernement syrien, et dépend du ministère syrien de l'Information. 

## Contenu
Elle diffuse tous les jours plus de 500 dépêches en sept langues : arabe, anglais, français, espagnol, turc, russe et hébreu. Elle dispose de bureaux à Beyrouth, Paris, Moscou, Amman, Téhéran, Koweït, Tripoli, Ankara, et Rome.
De plus, l'agence Sana émet un bulletin d'informations quotidien en RTTY sur la fréquence 11080 kHz.

## Analyses
Les médias syriens sont fortement contrôlés par le régime, en particulier par la Direction de la sécurité politique, l'un des services de renseignement syriens, et il n'y a aucune liberté de la presse sous le régime de Bachar el-Assad. Dans ce contexte, l'agence SANA est généralement qualifiée de « porte-voix du régime de Damas » ou d'organe de « l'appareil de communication du régime syrien ». Dans le contexte de la guerre civile syrienne, l'agence présente différentes images, positives, de la vie quotidienne dans les zones contrôlées par le régime et donne le point de vue du régime. Elle ne parle pas d'opposants ou de rebelles, mais de « terroristes ». Elle apporte des versions démenties de différents évènements liés à la révolution syrienne et aux événements l'ayant déclenché. Par exemple, le jeune Hamza al-Khatib ne serait pas mort sous la torture,.
L'agence SANA nie le bienfondé et la véracité de différents faits et rapports,,.
Selon Wladimir Glasman, « l’agence de presse SANA (...) est chargée de diffuser auprès des médias syriens et à l’étranger le point de vue du pouvoir sur les faits, les situations, les évolutions, les chiffres, etc. Passant sous silence tout ce qui est de nature à gêner les responsables, qu’il s’agisse d’échecs ou de faits délictueux, elle rapporte en détail ce qui est dépourvu d’intérêt mais dissimule la plus grande partie de ce qui est essentiel. Et, quand cela arrange le régime, elle n’hésite nullement à se livrer à de la désinformation ».
Selon Orient XXI, elle est également vecteur de propagande. 
SANA relaie les informations diffusées par RT et Sputnik. 
L'agence est placée sur la liste noire des sanctions internationales par les États-Unis.

## Site web
SANA a ouvert son site internet en 1997. Jusqu'en novembre 2012, le site était hébergé dans la ville de Dallas, dans l'État du Texas par la compagnie SoftLayer. 
En conséquence des sanctions liées à la guerre civile syrienne, qui ont rendu cet hébergement illégal, l'entreprise SoftLayer a dû cesser ses activités avec SANA. L'entreprise n'héberge donc plus le site.

## Directeurs
- Fawaz Jundi (1965–1966)
- Hussein al-Awdat (1966–1971)
- Marwan al-Hamwi (1971–1975)
- Saber Falhout (1975–1991)
- Fayez al-Sayegh (1991–2000)
- Ali Abdul Karim (2000–2002)
- Ghazi al-Zeeb (2002–2004)
- Dr Adnan Mahmoud (2004–2011)
- Ahmad Dawa (2011–2017)
- Abderrahim Ahmed (2017–2021)
- Iyad Wannous (2021-2024)[16]
- Zyad Mahameed (depuis 2024)